# Friedemann Schaarschmidt
Johannes Friedemann Schaarschmidt (* 18. Januar 1934; † 15. Oktober 2005 in Wittenbeck, Kühlungsborn) war ein deutscher Paläobotaniker und Palynologe.

## Leben
Schaarschmidt wurde 1962 in Frankfurt promoviert (Sporen und Hystrichophaerideen aus dem Zechstein von Büdingen in der Wetterau). Er war von 1966 (als Nachfolger seines Lehrers Richard Kräusel) bis zur Pensionierung 1996 am Senckenberg Museum und Institut Leiter der Abteilung für Paläobotanik und Professor. Sein Nachfolger war Volker Wilde.
Er war einer der Gründer und langjähriger Vorsitzender des Arbeitskreises für Paläobotanik und Palynologie.

## Schriften
- Paläobotanik. BI Hochschultaschenbücher, 2 Bände, 1968
- Pflanzenfossilien. Heidelberg 1968
- mit Richard Kräusel: Die Keuperflora von Neuewelt bei Basel. 1–4, In: Schweizer paläontologische Abhandlungen. Band 71, 1955, S. 1–27; Band 77, 1959, S. 1–19; Band 84, 1966, S. 1–64